# Reducere Rosenmund
Reacția Rosenmund este o reacție de reducere selectivă (hidrogenare) a clorurilor de acil la aldehidele corespunzătoare. Reacția a fost denumită după Karl Wilhelm Rosenmund, care a descoperit reacția în 1918.
Reacția este catalizată de paladiu sau de sulfat de bariu.